# Contrada Fossia (Maropati)
Contrada Fossia (Maropati) este o arie protejată (arie specială de conservare — SAC, sit de importanță comunitară — SCI) din Italia întinsă pe o suprafață de 15 ha, integral pe uscat.

## Localizare
Centrul sitului Contrada Fossia (Maropati) este situat la coordonatele 38°26′38″N 16°06′25″E / 38.443889°N 16.106944°E.

## Înființare
Situl Contrada Fossia (Maropati) a fost declarat sit de importanță comunitară în septembrie 1995 pentru a proteja 1 specie de plante. Situl a fost protejat și ca arie specială de conservare în iunie 2017.

## Biodiversitate
Situată în ecoregiunea mediteraneană, aria protejată conține 3 habitate naturale: Păduri de Castanea sativa, Izvoare petrifiante cu formare de travertin (Cratoneurion), Păduri de stejar alb estice.
La baza desemnării sitului se află o specie protejată de  plante: Woodwardia radicans.
Pe lângă speciile protejate, pe teritoriul sitului au mai fost identificate 1 specie de plante, 2 specii de reptile.